# Rhamphomyia paraleucoptera
Rhamphomyia paraleucoptera är en tvåvingeart som beskrevs av Frey 1950. Rhamphomyia paraleucoptera ingår i släktet Rhamphomyia och familjen dansflugor. Inga underarter finns listade i Catalogue of Life.